# 荒井晴彦
荒井 晴彦（あらい はるひこ、1947年1月26日 - ）は、日本の脚本家・映画監督。日本映画大学教授。季刊誌『映画芸術』発行人、編集長。若松プロダクション出身。東京都生まれ。東京都立立川高等学校卒業。早稲田大学第一文学部除籍。

## 人物
- 母方の祖父は日本画家の石井林響。
- 脚本家の田中陽造に師事。
- 1997年、『身も心も』で脚本・監督を務めた。
- 「シナリオはシナリオ作家の著作物である」とのスタンスから、監督やプロデューサーが自身に無断で自作シナリオを改変したとして、『時代屋の女房』『眠らない街 新宿鮫』『KT』の公開時に、『月刊シナリオ』や『映画芸術』誌上で強い不快感を表明している。2008年に川崎市市民ミュージアムで特集上映“脚本家 荒井晴彦”が開催された際も、この3作品は上映されていない。
- 2006年、絲山秋子の小説『イッツ・オンリー・トーク』を原作とした映画『やわらかい生活』の脚本を手がけるが、荒井のシナリオの『年鑑代表シナリオ集』（荒井が運営側と深く関わりがある日本シナリオ作家協会）への収録を絲山が拒否。荒井とシナリオ作家協会が、出版妨害の禁止等を求め、東京地方裁判所に提訴した（2010年9月10日、東京地裁は荒井らの請求を棄却し、絲山の勝訴となった）。
- 2009年、映画『アマルフィ 女神の報酬』が脚本クレジットを無記名の状態で公開されたことに関して、シナリオ作家協会が、製作したフジテレビに「脚本家軽視の疑いがあり、これは前代未聞の異常事態」として抗議を申し入れた件で、製作者であるフジテレビのプロデューサーを招いた対談の形で、ことの経緯を問いただしている。このやりとりの模様は作協ニュースにまとめられ、『月刊シナリオ』2009年11月号に掲載された。
- 2019年、監督脚本を手掛けた『火口のふたり』が第93回キネマ旬報ベスト・テンで初めて日本映画ベストテン第1位を獲得した。

## 『天上の花』の脚本を巡る訴訟トラブル
2022年、荒井の弟子であり2022年12月9日に公開された映画『天上の花』のメインライターである脚本家の五藤さや香から、自身がメインライターとして2年の歳月をかけて書き上げていた脚本を共同脚本家である荒井から撮影開始直前になって自身に相談もなく無断でシーンをカット、及び大幅にシーンを付け足すなどの改変をされ、主演俳優も勝手に変えられた上に脚本執筆料も「(荒井自身が運営側と深い関わりがある)日本シナリオ作家協会が推奨する脚本料である製作費の5％」に到底及ばない金額を支払われるなどの行為をされたとして、五藤から自身への説明責任、及び謝罪と正式なルールに則った脚本執筆料を支払うよう要求され、訴訟トラブルとなった。

## 受賞
- 1980年 『赫い髪の女』、『神様のくれた赤ん坊』、『ワニ分署』で、第3回日本アカデミー賞優秀脚本賞を受賞
- 1982年 『遠雷』で第3回ヨコハマ映画祭脚本賞を受賞
- 1983年 『遠雷』、『嗚呼!おんなたち 猥歌』で、第5回日本アカデミー賞優秀脚本賞を受賞
- 1984年 『Wの悲劇』で、第58回キネマ旬報脚本賞、第39回毎日映画コンクール脚本賞を受賞
- 1986年 『Wの悲劇』、『ひとひらの雪』で、第9回日本アカデミー賞優秀脚本賞を受賞
- 1988年 『待ち濡れた女』、『噛む女』、『リボルバー』で、キネマ旬報脚本賞を受賞
- 1998年『身も心も』で新藤兼人賞・金賞を受賞
- 1999年 『皆月』で大阪映画祭脚本賞を受賞
- 2002年 『KT』『事故』で、第5回日本シナリオ作家協会菊島隆三賞を受賞
- 2003年 『ヴァイブレータ』で、第77回キネマ旬報脚本賞、第59回毎日映画コンクール脚本賞、第25回ヨコハマ映画祭脚本賞を受賞、第6回ドーヴィル国際映画賞脚本賞
- 2006年 『やわらかい生活』、『愛妻日記』、『指』で、第9回日本シナリオ作家協会菊島隆三賞を受賞
- 2011年 『大鹿村騒動記』で、第85回キネマ旬報脚本賞、第35回日本アカデミー賞優秀脚本賞を受賞[2]
- 2014年 『共喰い』で第87回キネマ旬報ベスト・テン脚本賞、第68回毎日映画コンクール脚本賞を受賞[3]
- 2016年 『この国の空』で第67回読売文学賞戯曲・シナリオ賞を受賞
- 2024年 『花腐し』で第33回日本映画プロフェッショナル大賞・監督賞を受賞[4]

## 主な作品
特記の無い物は脚本担当。

### 映画
- 新宿乱れ街 いくまで待って（1977年）
- 不連続殺人事件（1977年）- 脚本・演出助手
- トルコ110番 悶絶くらげ（1978年）
- 神様のくれた赤ん坊（1978年）
- 餌食（1979年）
- 赫い髪の女（1979年）
- 嗚呼!おんなたち 猥歌（1981年）
- ひと夏の体験 青い珊瑚礁（1981年）
- 遠雷（1981年）
- キャバレー日記（1982年）
- 時代屋の女房（1983年）
- もどり川（1983年）
- ダブルベッド（1983年）
- 湯殿山麓呪い村（1984年）
- Wの悲劇（1984年）
- ひとひらの雪（1985年）
- ベッド・イン（1987年）
- 待ち濡れた女（1987年）
- 恋人たちの時刻（1987年）
- 母娘監禁 牝（1987年）
- 噛む女（1988年）
- リボルバー（1988年）
- ありふれた愛に関する調査（1992年）
- 眠らない街 新宿鮫（1993年）
- ありがとう（1996年）
- 身も心も（1997年）- 監督・脚本
- 絆 -きずな-（1998年）
- 皆月（みなづき）（1999年）
- KT（2002年）
- ヴァイブレータ（2003年）
- やわらかい生活（2006年）
- パートナーズ（2010年）
- 大鹿村騒動記（2011年）
- 戦争と一人の女（2013年）
- 共喰い（2013年）
- 海を感じる時（2014年）
- さよなら歌舞伎町（2015年）
- この国の空（2015年）- 監督・脚本
- 幼な子われらに生まれ（2017年）[5]
- 火口のふたり（2019年） - 監督・脚本
- 天上の花（2022年） - 五藤さや香との共同脚本[6]
- あちらにいる鬼（2022年）
- 福田村事件（2023年）
- 花腐し（2023年） - 監督・脚本

### テレビドラマ
- 誘惑（1990年、TBS）
- 過去を追う女（1990年〈1994年初放送〉、TBS）
- 土曜ワイド劇場『盗まれた情事』（1995年、テレビ朝日）
- 私の叔父さん（1995年、フジテレビ）
- 秋の選択（1996年、NHK）
- ビタミンF（2002年、NHK）
- 火曜サスペンス劇場『松本清張スペシャル・事故』（2002年、日本テレビ）
- DRAMA COMPLEX『松本清張スペシャル・指』（2006年、日本テレビ）
- 『深夜食堂』（2011年、MBS、TBS）
- 連続ドラマW『ソドムの林檎〜ロトを殺した娘たち』（2013年、WOWOW）

### オリジナルビデオ
- F.ヘルス嬢日記（1996年、、東映ビデオ）
- イーストサイド・ワルツ 悦楽の園（1998年、東映ビデオ）

## 著作
- 昭和の劇―映画脚本家・笠原和夫（2002年・太田出版）笠原和夫との共著
- シナリオ 神聖喜劇（2004年・太田出版）原作 - 大西巨人 - 特定の映画製作のために書かれたわけではないのでレーゼシナリオと言える。
- 争議あり - 脚本家・荒井晴彦全映画論集（2005年・青土社）
- -脚本家 荒井晴彦の仕事- 嘘の色、本当の色（2012年・川崎市民ミュージアム）